# Chandrayaanprogrammet
Chandrayaanprogrammet är ett indiskt rymdprogram med en serie obemannade uppdrag för att utforska månen. Programmet tillkännagavs 2003.

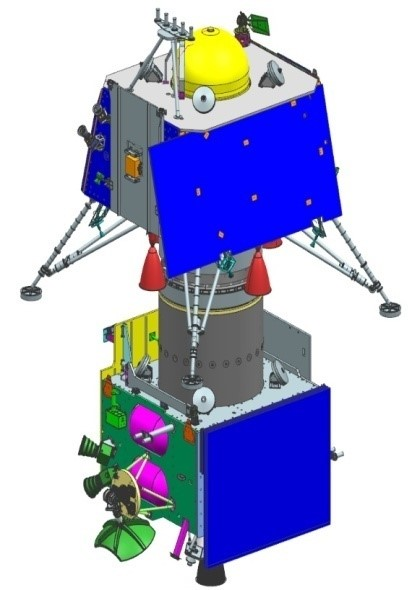
Chandrayaan-2

## Programmets faser
Chandrayaanprogrammet är uppdelat i tre olika faser där fas ett syftar till att utforska månen från omloppsbana. Under fas två fortsätter utforskningen med landning på månen och landsättning av rover. Under tredje fasen ska fysiska prover undersökas på månen eller hämtas hem till jorden.

### Fas ett

#### Chandrayaan-1
Chandrayaan-1 var Indiens första månsond och sköts upp med en PSLV-XL-raket den 22 oktober 2008. Den gick in i omloppsbana runt månen den 8 november 2008. Rymdsonden fungerade fram till den 29 augusti 2009.

### Fas två

#### Chandrayaan-2
Chandrayaan-2 sköts upp med en GSLV Mk III-raket den 22 juli 2019. Dess uppdrag är att landsätta en rover på månen. Man förlorade kontakten med landaren strax före den planerade landningen den 6 september 2019.

#### Chandrayaan-3
Chandrayaan-3 sköts upp med en GSLV Mk III-raket den 14 juli 2023. Dess uppdrag är att landsätta en rover på månen. Den 23 augusti 2023 landade Vikram landaren på månen.

### Fas tre
Ta prover på månen, för att analysera på plats.

### Fas fyra
Återföra prover från månen till jorden.